# Witonia
Witonia (dawniej miasto) – wieś w Polsce, położona w województwie łódzkim, w powiecie łęczyckim, w gminie Witonia. Siedziba gminy Witonia.

## Historia
W latach 1975–1998 wieś administracyjnie należała do województwa płockiego.
Wieś szlachecka Witunia położona była w drugiej połowie XVI wieku w powiecie łęczyckim województwa łęczyckiego. Witonia uzyskała lokację miejską przed 1728 rokiem, została zdegradowana po 1764 roku. 
W XIII wieku w Witoni utworzona została rzymskokatolicka parafia św. Katarzyny.
W 1946 roku we wsi urodził się Marek Gawęcki – polski naukowiec, wschodoznawca, ambasador RP w Kazachstanie od 1994 do 2000.

## Integralne części wsi
| SIMC    | Nazwa             | Rodzaj    |
| ------- | ----------------- | --------- |
| 0578905 | Biedaszków        | część wsi |
| 0578911 | Dołek             | część wsi |
| 0578928 | Górka             | część wsi |
| 0578934 | Karabinka         | część wsi |
| 0578940 | Praga             | część wsi |
| 0578957 | Uwielinek-Folwark | część wsi |

## Zabytki
Według rejestru zabytków Narodowego Instytutu Dziedzictwa na listę zabytków wpisane są obiekty:
- parafialny kościół pw. św. Katarzyny, 1545–1550, nr rej.: 502 z 4 sierpnia 1967
- kaplica na cmentarzu rzymskokatolickim, 1844, nr rej.: 459 z 16 września 1978

## Komunikacja
Leży przy drodze krajowej nr 60 Łęczyca – Ostrów Mazowiecka i linii kolejowej nr 16 : Łódź Widzew – Kutno.